# 赤足教堂 (维罗纳)

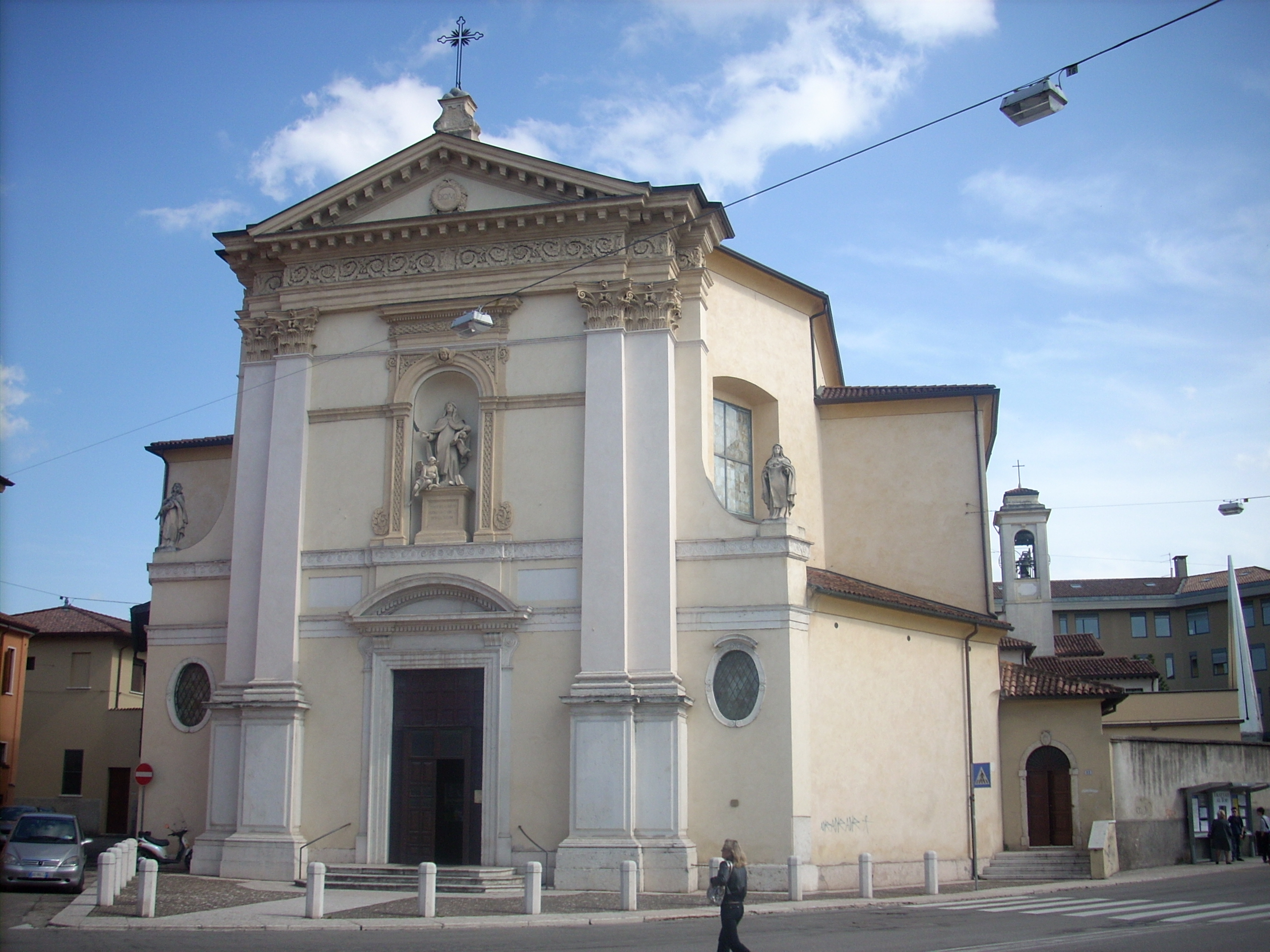

圣德肋撒堂（Santa Teresa degli Scalzi），又名赤足教堂（Chiesa degli Scalzi），是意大利维罗纳的一座巴洛克风格的罗马天主教教堂，属于赤足加尔默罗会。 

## 历史
该堂开工于1666年，但直到1750年才完成, 因为立面很晚才得以完成。设计出自于耶稣会建筑师Giuseppe Pozzi。该堂最初供奉圣母领报及圣加俾额尔总领天神（Vergine Annunziata e a San Gabriele Arcangelo），但赤足加尔默罗会修会将其改而供奉他们的主保圣德肋撒。修道院在1806年7月8日被拿破仑法令取缔，自1883年改为监狱，并在二战期间被炸毁。 
立面的三尊雕像出自 Francesco Zoppi之手。钟楼的大钟铸造于1825年。正祭台画是Antonio Balestra的作品 。